# 吉尔·斯特克尔
吉尔·斯特克尔（英語：Jill Sterkel，1961年5月27日—），美国女子游泳、水球运动员。她曾代表美国参加1976年、1984年和1988年夏季奥林匹克运动会游泳比赛，获得二枚金牌和二枚铜牌。